# Rudolf Manhalter
Rudolf Manhalter (* 21. Februar 1884 in Pitten, Niederösterreich; † 2. April 1946 ebenda) war ein österreichischer Politiker der Christlichsozialen Partei (CSP).

## Ausbildung und Beruf
Nach dem Besuch der Volksschule ging er an ein Untergymnasium in Wiener Neustadt und machte eine Fleischerlehre. Später wurde er Bauer und Gastwirt.

## Politische Funktionen
- 1919: Mitglied des Bezirksschulrates von Neunkirchen
- 1924: Obmann-Stellvertreter der Bezirksbauernkammer Neunkirchen
- 1928: Obmann der Bezirksbauernkammer Neunkirchen
- 1931: Obmannstellvertreter des Reichsbauernbundes
- 1934–1938: Gemeindeverwalter von Pitten

## Politische Mandate
- 18. Mai 1927 bis 1. Oktober 1930: Mitglied des Nationalrates (III. Gesetzgebungsperiode), CSP
- 2. Dezember 1930 bis 27. April 1934: Mitglied des Nationalrates (IV. Gesetzgebungsperiode), CSP

## Sonstiges
Rudolf Manhalter verbüßte im Jahr 1944 eine politische Freiheitsstrafe, er wurde kurz von der Gestapo festgehalten.